# Sicienko (gromada)
Sicienko – dawna gromada, czyli najmniejsza jednostka podziału terytorialnego Polskiej Rzeczypospolitej Ludowej w latach 1954–1972.
Gromady, z gromadzkimi radami narodowymi (GRN) jako organami władzy najniższego stopnia na wsi, funkcjonowały od reformy reorganizującej administrację wiejską przeprowadzonej jesienią 1954 do momentu ich zniesienia z dniem 1 stycznia 1973, tym samym wypierając organizację gminną w latach 1954–1972.
Gromadę Sicienko z siedzibą GRN w Sicienku utworzono – jako jedną z 8759 gromad na obszarze Polski – w powiecie bydgoskim w woj. bydgoskim, na mocy uchwały nr 24/3 WRN w Bydgoszczy z dnia 5 października 1954. W skład jednostki weszły obszary dotychczasowych gromad Sicienko, Sitno, Zawada, Wojnowo, Dąbrówka Nowa, Osowiec i Mochle ze zniesionej gminy Dąbrówka Nowa w tymże powiecie. Dla gromady ustalono 23 członków gromadzkiej rady narodowej.
31 grudnia 1959 do gromady Sicienko włączono obszar zniesionej gromady Wierzchucinek, wieś Ugoda wraz z miejscowościami Gonczarzewy i Kasprowo zniesionej gromady Teresin oraz wsie Kruszyn, Kruszyniec i Pawłówek ze zniesionej gromady Kruszyn w tymże powiecie.
Gromada przetrwała do końca 1972 roku, czyli do kolejnej reformy gminnej. 1 stycznia 1973 w powiecie bydgoskim utworzono gminę Sicienko.